# جمال السادات
جمال السادات (ولد في يوم 14 نوفمبر 1956) رجل أعمال مصري والابن الوحيد للرئيس المصري الراحل محمد أنور السادات، تخرج من قسم الكيمياء بجامعة القاهرة و يشغل حالياً منصب رئيس مجلس إدارة شركة اتصالات مصر. كان مسافراً إلى الولايات المتحدة الأمريكية وقت اغتيال والده، ورجع على الفور عند تلقيه الخبر وصلى صلاة الجنازة في الصف الأول وحضر مراسم الدفن.

## وصلات خارجية
- جمال السادات رئيسا للنقال الثالثة المصرية، إيلاف
- لقاء مع جمال السادات في برنامج البيت بيتك علي اليوتيوب على يوتيوب